# Elo (plemeno psa)
Elo je německé psí plemeno neuznané FCI. Název "Elo" je chráněn ochranou značkou; na chov plemene dohlíží Elo Zucht- und Forschungsgemeinschaft (EZFG). Tato organizace není přidružená k FCI.

## Historie
Chovatelský projekt Elo začal v roce 1987 pod původním jménem eloschaboro, což má odkazovat na tři hlavní rodičovská plemena – eurasier, bobtail a čau-čau. Pro rozšíření chovatelské základny a genofondu byli později přikříženi i samojed a dalmatin. Těžiště křížení se dále soustředilo především na eurasiera a bobtaila, kteří jsou s elo nadále příležitostně kříženi. Cílem chovatelského projektu bylo vyšlechtit rodinného a společenského psa, který by měl spojovat přednosti těchto plemen. Hlavní kritérii výběru se staly temperament a zdraví, vlastnosti srsti byly teprve druhotným faktorem. Chovatelé se také soustředili na zdravotní přednosti plemene. Uši jsou vztyčené, aby se tak zabránilo ušním infekcím, záda jsou rovná, aby se zabránilo dysplazii kyčle a ocas je zakroucený, což snižuje jeho narážení do předmětů.
Plemeno psa neslo původně jméno eloschaboro, teprve později byla zvolena krátká forma jména – elo (eurasier, bobtail, chow), která je registrovaná jako ochranná známka. Vlastníky práv k ochranné známce v rámci EU a Švýcarska jsou zakladatelé plemene Heinz a Marita Szobriesovi. Ochranná známka má zajistit, aby její majitel udělil licenci jedinému chovatelskému sdružení, jehož členové musí splňovat předepsané požadavky na své chovné psy. Cílem je, aby zájemci o plemeno nenakupovali štěňata u nelicencovaného chovatele nebo překupníka se psy. V roce 2022 bylo v Německu, Rakousku, Švýcarsku, Belgii a Dánsku kolem 157 chovatelských stanic plemeno elo. V květnu 2022 vznikla chovatelská stanice v České republice.
Dílčí variantou je elo malý, do jehož genofondu byli přikříženi špic, pekingský palácový psík (pekinéz) a japonský špic, přičemž charakter plemene zůstal zachován.
Na vývoji dnešní populace ela se jako zakládající zvířata podílela tato plemena: bobtail (= staroanglický ovčák), eurasier, čau-čau, německý špic, dalmatin, japonský špic, samojed, pekingský palácový psík.

## Chov
Za účelem chovu je nutný výběr vhodných chovných zvířat kompetentními znalci. Provádí se standardní a povahová zkouška podle stanovených bodů. Mimo jiné se testuje vysoký práh dráždivosti a vysoká hravost.
Kromě toho jsou povinné i zdravotní prohlídky.

## Povaha
Elo je povahově spíše klidný a nenáročný pes vhodný do rodiny. Obvykle má velmi vysoký práh dráždivosti a vykazuje malé nebo žádné lovecké pudy. Má střední chuť k pohybu a je sebevědomý a hravý. 
Podle chovatelské asociace vykazuje kolem 80 % psů požadované vlastnosti typické pro plemeno.

## Vzhled

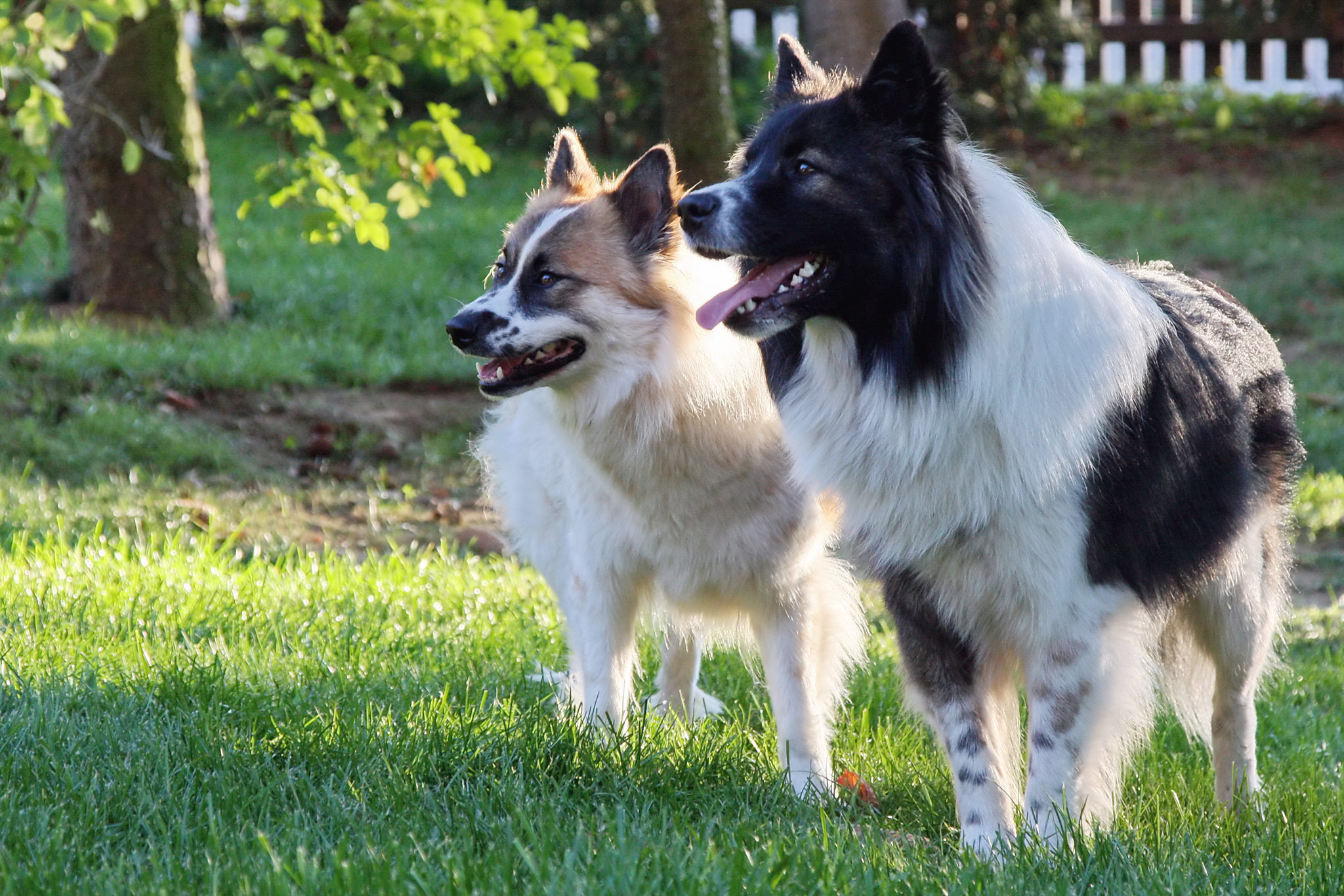
Velký Elo, hladká srst

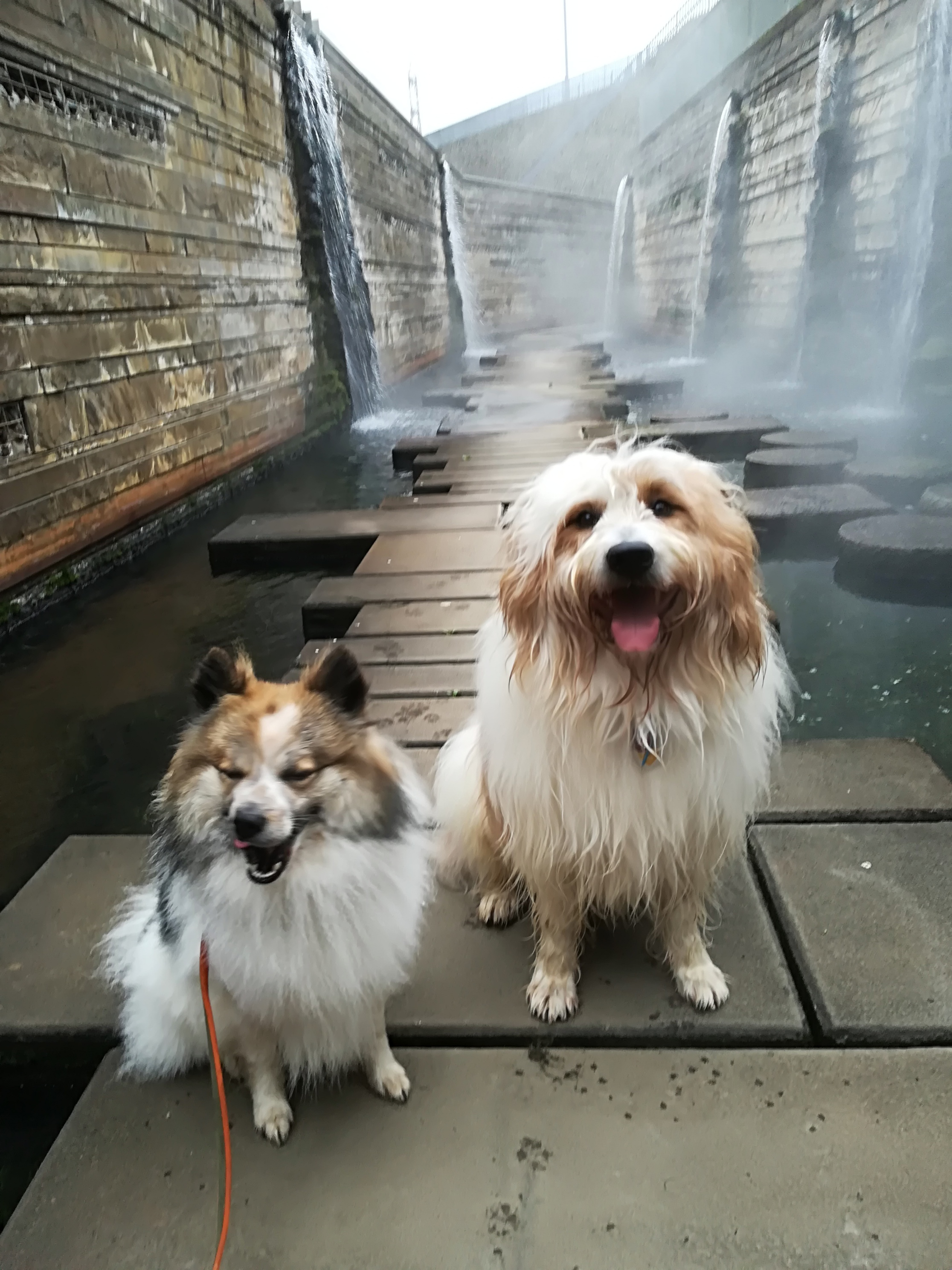
Malý Elo s hladkou srsti a Velký Elo s drsnou ststi

Elo mají středně velké, široce odsazené, vztyčené uši a stočený ocas položený na zádech. Srst může mít různé barvy, včetně strakatého zbarvení. Tlapky jsou malé a kulaté.
Plemeno se chová ve dvou velikostech, každá se dvěma variantami srsti:
- velký elo: 46–60 cm v kohoutku, 22–35 kg
- malý elo: 35–45 cm v kohoutku, 10–15 kg
- hladká srst
- drsná stst

Vzhled v rámci těchto skupin je velmi odlišný, hladkosrstý elo připomíná spíše eurasiera, drsnosrstý bobtaila, i když se vztyčenýma ušima. Termíny hladká srst a drsná srst se vztahují výhradně na různou délku srsti na obličeji a na končetinách. Srst na těla může být u obou variant totožná.

## Nemoci
Ačkoli je velikost populace plemene nízká, má dnes elo nízký koeficient inbreedingu, který činí 4 % u velkého ela a 6 % u malého ela. Genofond se pravidelně doplňuje přikřížením zakládajících plemen. U plemene se vyskytuje distichiáza, ale jde o méně závažný problém. Cílem chovu je předcházet dědičným chorobám. Pro řízené geneticky optimalizované páření byl v počítačovém centru pro výzkum chovu zvířat a aplikovanou genetiku v Giessenu vytvořen šlechtitelský program, s jehož pomocí lze vybírat vhodné psy.